# 德记巷严宅
29°53′25.80″N 121°33′38.02″E / 29.8905000°N 121.5605611°E
德记巷严宅位于浙江省宁波市江北区德记巷12号，是宁波江北岸一座近代建筑，建筑主人为严寿芝。建筑为早期混凝土结构，面阔20米，深10米，二层设走廊，三角形门窗，外饰西式风格。2023年9月1日被列入宁波市文物保护单位。